# ویفردو لام
ویفردو لام (انگلیسی: Wifredo Lam؛ ۸ دسامبر ۱۹۰۲ –۱۱ سپتامبر ۱۹۸۲(سن ۷۹))، نقاش سبک فراواقع‌گرایی اهل کوبا بود.